# Marika (Tanzania)
Marika è una circoscrizione mista (mixed ward) della Tanzania situata nel distretto urbano di Masasi, regione di Mtwara. Conta una popolazione di 11 175 abitanti (censimento 2012).